# Unai Zubeldia
Unai Zubeldia Elduaien (Ibarra, 7 juli 2003) is een Spaans wielrenner die in 2024 prof werd bij Euskaltel-Euskadi. Anders dan zijn naam en geboortestreek doen vermoeden, is hij geen familie van Haimar Zubeldia.

## Carrière
Als eerstejaars belofte nam Zubeldia deel aan de Ronde van Italië voor beloften. In 2023 behaalde hij meerdere overwinningen en ereplaatsen in met name het Spaanse amateurcircuit.
In 2024 werd Zubeldia prof bij Euskaltel-Euskadi, dat hem overhevelde vanuit hun opleidingsploeg. Zijn debuut maakte hij in de AlUla Tour, waar hij na vijf etappes op de honderdste plek in het algemeen klassement eindigde.

## Ploegen
- 2024 –  Euskaltel-Euskadi
- 2025 –  Euskaltel-Euskadi

Aberasturi · Alustiza · Azparren · Azurmendi (tot 15/4) · Berasategi · Bizkarra · Bonillo · Bou · Cañellas · Cuadrado · de la Parte · Etxeberria · Fouché · Isasa · Iturria · Juaristi · López de Abetxuko · Martín · Maté · Mintegi · Zubeldia · Ganzabal (stagiair)